# この道
「この道」（このみち）は、北原白秋作詞、山田耕筰作曲の日本の童謡である。

## 概要
1927年、北原白秋の詩に曲をつけたもので、詩は前年の1926年に 『赤い鳥』に発表されたもの。
白秋が晩年に旅行した北海道（1-2番）と、母の実家である熊本県南関町から柳川まで（3-4番）の道の情景を読んだ作品で、1927年に藤原義江の歌唱によるレコードが発売されている。
2006年、日本の歌百選に選定。

## 「この道」とはどの道なのか
1-2番については「あかしやの花」や「時計台」から、札幌市中央区の北1条通とするのが定説になっている。しかし現在この通りは、片側4車線ある、札幌市中心街では南4条通（月寒通り）とならぶ幹線になっており、往時の面影は全くない。

## 歌詞
この道はいつかきた道

ああ そうだよ

あかしやの花が咲いてる

あの丘はいつか見た丘

ああ そうだよ

ほら 白い時計台だよ

この道はいつかきた道

ああ そうだよ

お母さまと馬車で行ったよ

あの雲も*いつか見た雲

ああ そうだよ

山査子の枝も垂れてる

- 「あの雲は」に作詞者自身が後に訂正した。

## 備考
- 谷本賢一郎が「この道」の歌詞を麻生太郎首相（当時）に対する皮肉をこめた歌に変えて歌ったところ、それが大評判になったという。このバージョンは徹子の部屋の中でも披露されている。
- 神奈川県川崎市の防災行政無線による時報で10月〜12月にかけて使用される
- 2000年代、日石三菱（現：ENEOS）のCMでCUM'CUM'（木村充揮）が歌ったのが話題になったことがある。
- 近畿日本鉄道の特急の近鉄名古屋駅到着の車内チャイムとして使用されていた。(現在は変更されている。)
- 2017年10月現在、ルートインホテルズCM（2016年制作）「上田市散歩 篇」、「気持ちを歌で 篇（替え歌）」として使用されている。
- 2017年12月現在、メガネ本舗CM「補聴器（合唱編）」で使用されている。
- 2024年からのJRAのCM（Be with.競馬のチカラを、社会に。篇）で使用されている（唄は今井美樹）[4]。

## 関連作品
- いつか来た道 (1959年の映画) - タイトルは本作の歌詞に由来。映画の中で本作が重要な役割を担う。
- この道 (映画) - 北原と山田の人間関係を軸に、本作を始めとした二人による創作童謡の誕生と普及を描いた伝記的ストーリー。
- 僕の生きる道 - 劇中歌として使用。
- 0.5ミリ - 劇中歌として使用。